# Natuurpark Berg & Bos

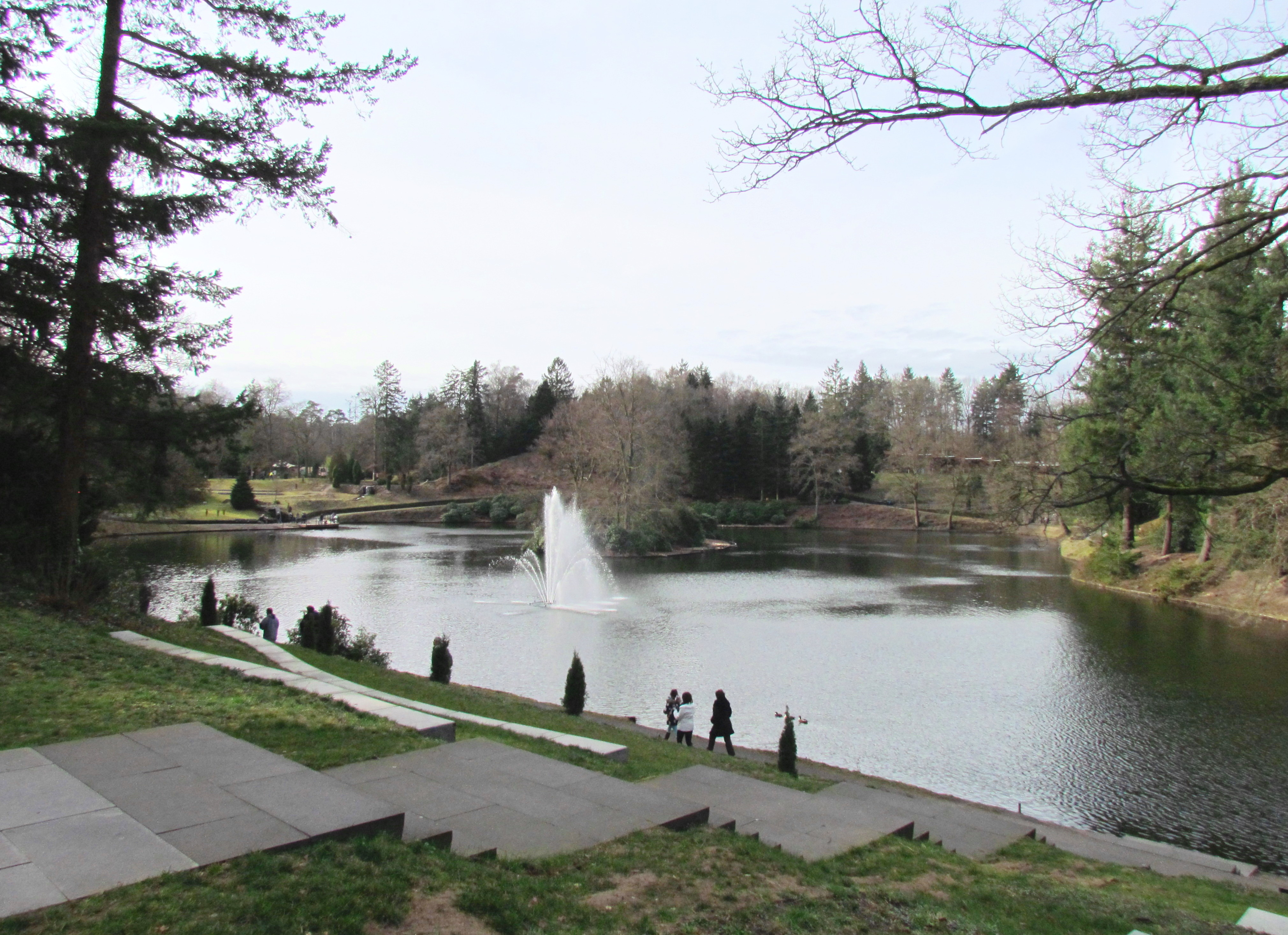
De bosvijver

Stadspark Berg & Bos is een natuurpark van 250 ha groot in de Apeldoornse wijk Berg en Bos. Het park ligt aan de rand van het Veluwse heuvellandschap.

## Geschiedenis
Stadspark Berg & Bos, eigendom van de gemeente Apeldoorn, is in 1934 aangelegd. Het was een werkverschaffingsproject in de crisisjaren 30. Op die plek lag tot in de 19e eeuw een waterleiding om de fonteinen en waterwerken van Paleis Het Loo van water te voorzien. 

## Thema's
Het park toont de voor dit gebied karakteristieke planten en dieren zoals wilde zwijnen en edelherten in een dieren- en plantentuin. Naarmate men dieper in Berg & Bos doordringt, verandert het karakter geleidelijk van een zorgvuldig aangelegd park in een gevarieerd boslandschap. Langs de wandelpaden in het park zijn verschillende routes uitgestippeld.
Er zijn diverse recreatieve voorzieningen zoals een 26 meter hoge uitkijktoren, een speelweide en een vlindertuin, terwijl in het pinetum verschillende families naaldbomen zijn te bezichtigen, inclusief mammoetbomen. In de later in het park aangelegde attractie  Apenheul leven apen uit verschillende werelddelen in nagebootste natuurlijke omstandigheden.
In het park bevinden zich verschillende archeologische vindplaatsen, waaronder restanten van grafheuvels, ijzerkuilen en veldbrandovens.

### Bosvijver
Het gedeelte rond de grote bosvijver, dicht bij de ingang, is aangelegd met veel bloeiende planten langs de paden. Bij de bosvijver staat de Stenen Bank waar koningin Wilhelmina nog geschilderd heeft.

### Uitkijktoren

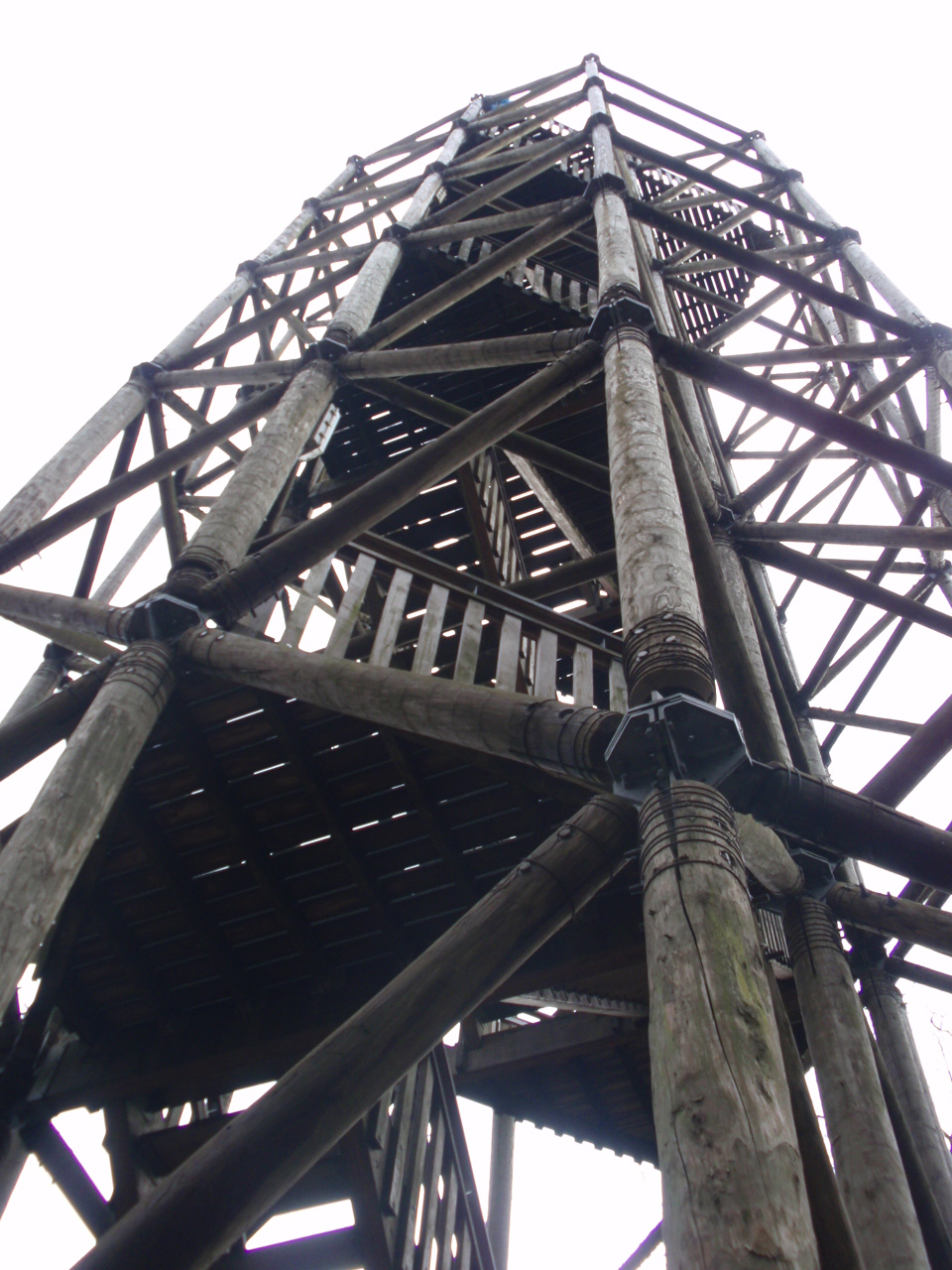
De uitkijktoren

Links van het pad naar Apenheul staat een uitkijktoren van 26 meter hoog op een heuvel van negen meter. Vanaf de bovenste omloop van deze toren heeft men uitzicht over Berg & Bos en verre omgeving. Op heldere dagen reikt het zicht tot Zwolle (circa 40 km).

### Speelweide
Links van de 'afslag' naar Apenheul ligt de speelweide. Deze is speciaal ingericht voor jonge bezoekers. Aan de rand van deze grote wei staan allerlei klim- en speeltoestellen. De speelweide is ook geschikt voor groepspicknicks.

### Klimbos
Voorbij de speelweide ligt een klimbos, een bos waarin met behulp van touwen en platformen routes door de bomen zijn uitgezet.

### Vlindertuin
In 1997 heeft de Vereniging voor Natuur en Milieu Educatie in Berg & Bos een vlindertuin aangelegd. In de tuin groeien vooral planten waar vlinders op afkomen. Op een zonnige zomerdag zijn er veel inheemse vlindersoorten te zien als de kleine vos, distelvlinder, dagpauwoog, citroentje en het landkaartje.

### Lumido
Vanaf 1953 werd  in de zomermaanden 's avonds Lumido georganiseerd, een muziek-, water- en lichtspektakel op en rond de bosvijver van het natuurpark. In 2003 hield 'Lumido' op te bestaan, maar in augustus 2012 kwam het weer terug. Tijdens Lumido is het mogelijk om een boottocht te maken over de bosvijver in een Venetiaanse gondel. Sinds 2019 vindt het evenement echter niet meer plaats. In 2019 ging het niet door omdat naar de toekomst van het evenement moest worden gekeken en in 2020 en 2021 moest het worden afgelast vanwege de coronapandemie. Als gevolg hiervan en door de oorlog in Oekraïne haakten veel vrijwilligers en sponsors af. Hierdoor en vanwege de gestegen kosten van o.a. de elektriciteit zou bovendien de entreeprijs te hoog worden. Door deze omstandigheden is het niet meer mogelijk om het evenement nog te organiseren.